# 阿卢瓦奈
阿卢瓦奈（法語：Alloinay，法語發音：[alwanɛ]）是法国德塞夫勒省的一个市镇，属于尼奥尔区。该市镇于2017年由原市镇古尔奈-卢瓦泽和莱萨勒合并而成，行政中心位于古尔奈-卢瓦泽。

## 地名
“阿卢瓦奈”（Alloinay）一名由原市镇古尔奈-卢瓦泽（Gournay-Loizé）和莱萨勒（Les Alleuds）的名称中各取一部分合并而成。

## 地理
阿卢瓦奈（46°9'4.1"N, 0°3'41.9"W）面积32.38 平方千米，位于法国新阿基坦大区德塞夫勒省，该省份为法国西部内陆省份，北起曼恩-卢瓦尔省，西接旺代省，南至夏朗德省和滨海夏朗德省，东临维埃纳省。
与阿卢瓦奈接壤的市镇（或旧市镇、城区）包括：丰蒂维列、谢夫布托讷、瓦尔德洛姆、克吕塞拉波姆赖、圣樊尚拉沙特尔、梅勒朗、迈索奈。
阿卢瓦奈的时区为UTC+01:00、UTC+02:00（夏令时）。

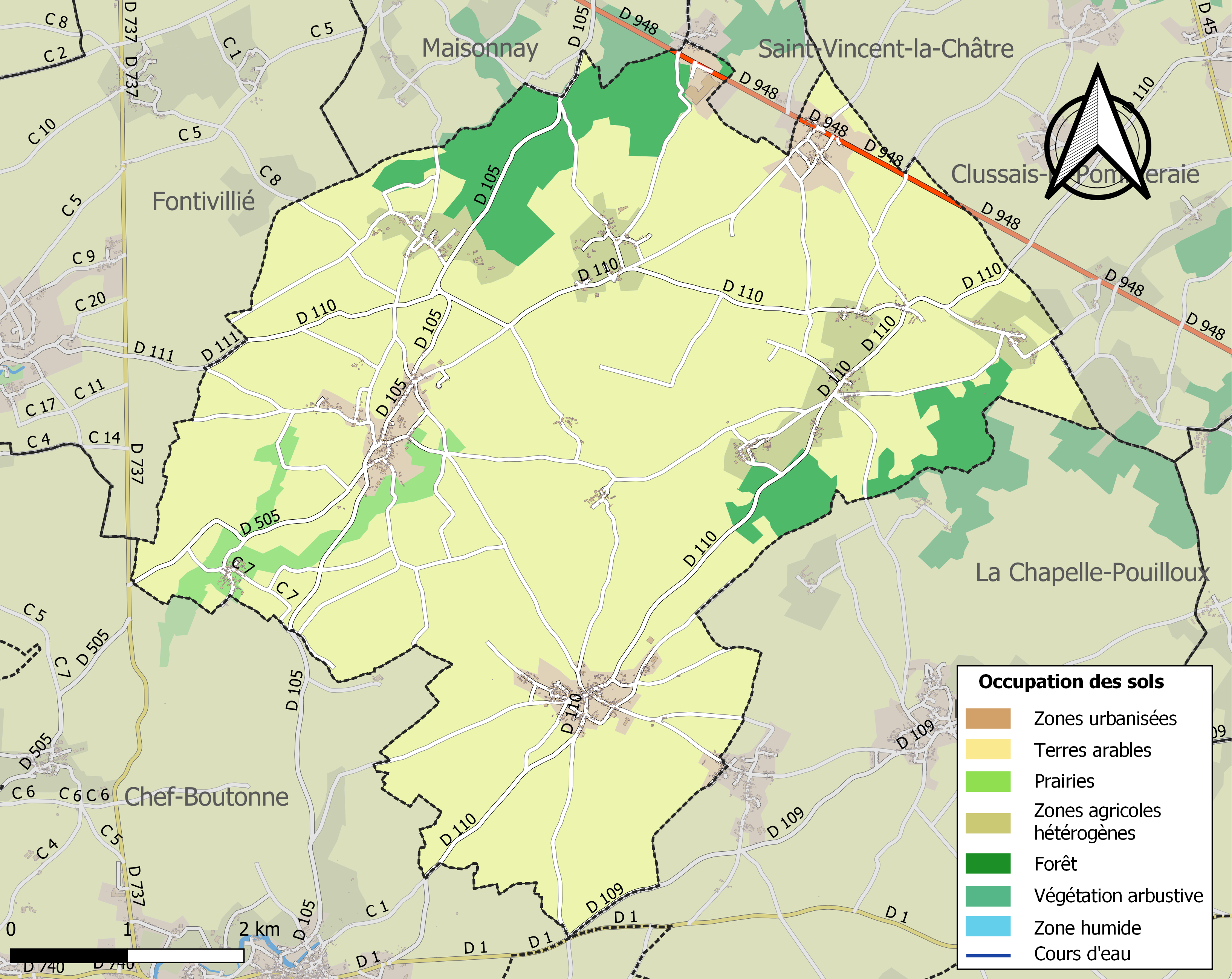
阿卢瓦奈的OSM定位图

## 行政
阿卢瓦奈的邮政编码为，INSEE市镇编码为79136。

## 政治
阿卢瓦奈所属的省级选区为梅勒县。

## 人口
阿卢瓦奈于2022年1月1日时的人口数量为905人。